# Волынкин, Илья Тихонович
Илья Тихонович Волынкин (20 июля 1908 — 30 июня 1956) — советский лётчик минно-торпедной авиации ВМФ, участник Великой Отечественной войны, Герой Советского Союза (5.11.1944). Подполковник (18.12.1952).

## Краткая биография
Родился в крестьянской семье. Русский. Работать начал пастухом. Окончил сельскую школу. С 1923 года трудился подсобным рабочим в хозяйственной части Богородицкого сельскохозяйственного техникума. В 1930 году сам стал студентом этого техникума. В 1934 году окончил Богородицкий сельхозтехникум. В 1932 году вступил в ВКП(б).
В ВМФ СССР с сентября 1934 года. Окончил Военно-морское авиационное училище имени Сталина в Ейске в январе 1936 года, 8-ю военную школу пилотов в ноябре 1936 года (Одесса). С ноября 1936 года служил пилотом и младшим лётчиком (с августа 1938 г.) 67-го отдельного авиаотряда (Киев). В декабре 1938 года уволен в запас.
В сентябре 1939 года восстановлен в РККФ, направлен на переобучение в Военно-морское авиационное училище имени И. В. Сталина в Ейске, которое окончил в декабре 1940 года. Служил младшим лётчиком и пилотом в 34-м авиационном полку ВВС Тихоокеанского флота (ТОФ), с декабря 1942 года был пилотом и командиром звена в 33-м авиационном полку ВВС ТОФ. В октябре 1943 года прошёл переобучение в 3-м запасном авиационном полку ВВС ВМФ, освоил самолёт А-20 «Бостон».
Участник Великой Отечественной войны с ноября 1943 года, когда прибыл на должность командира звена в 36-й минно-торпедный авиационный полк ВВС Черноморского флота. Уже в первых боевых вылетах на Чёрном море добился потопления немецких кораблей. Увеличил боевой счет во время Крымской наступательной операции. На Чёрном море лично и в группе потопил 2 транспорта, 2 сторожевых корабля, сторожевой катер и баржу.
В мае 1944 года полк в полном составе был передан в ВВС Северного флота, где участвовал в обороне Заполярья.
К октябрю 1944 года заместитель командира эскадрильи 36-го минно-торпедного авиационного полка 5-й минно-торпедной авиационной дивизии ВВС Северного флота капитан И. Т. Волынкин совершил 65 боевых вылетов, лично потопил 2 транспорта, тральщик и сухогрузную баржу, участвовал в потоплении 5 транспортов, 4 сторожевых кораблей, тральщика, сторожевого катера и баржи противника. Три корабля отправил на дно в ходе Петсамо-Киркинесской наступательной операции.
За образцовое выполнение боевых заданий командования на фронте борьбы с немецкими захватчиками и проявленные при этом отвагу и геройство, Указом Президиума Верховного Совета СССР от 5 ноября 1944 года капитану Волынкину Илье Тихоновичу присвоено звание Героя Советского Союза с вручением ордена Ленина и медали «Золотая Звезда».
В ноябре 1944 года стал командиром эскадрильи 36-го минно-торпедного авиационного полка ВВС Северного флота. Вскоре боевые действия в Заполярье завершились, к этому времени Волынкин совершил 68 боевых вылетов.
Однако летом 1945 года весь полк ещё раз был переброшен на другой флот, на этот раз на Тихоокеанский флот, где в августе 1945 года участвовал в советско-японской войне. Там число его боевых вылетов неизвестно, но из наградного листа следует, что И. Волынкин наносил удары по японским войскам в Северной Корее и лично разрушил железнодорожный мост, а также успешно выполнил боевое задание по фотографированию одного из портов.

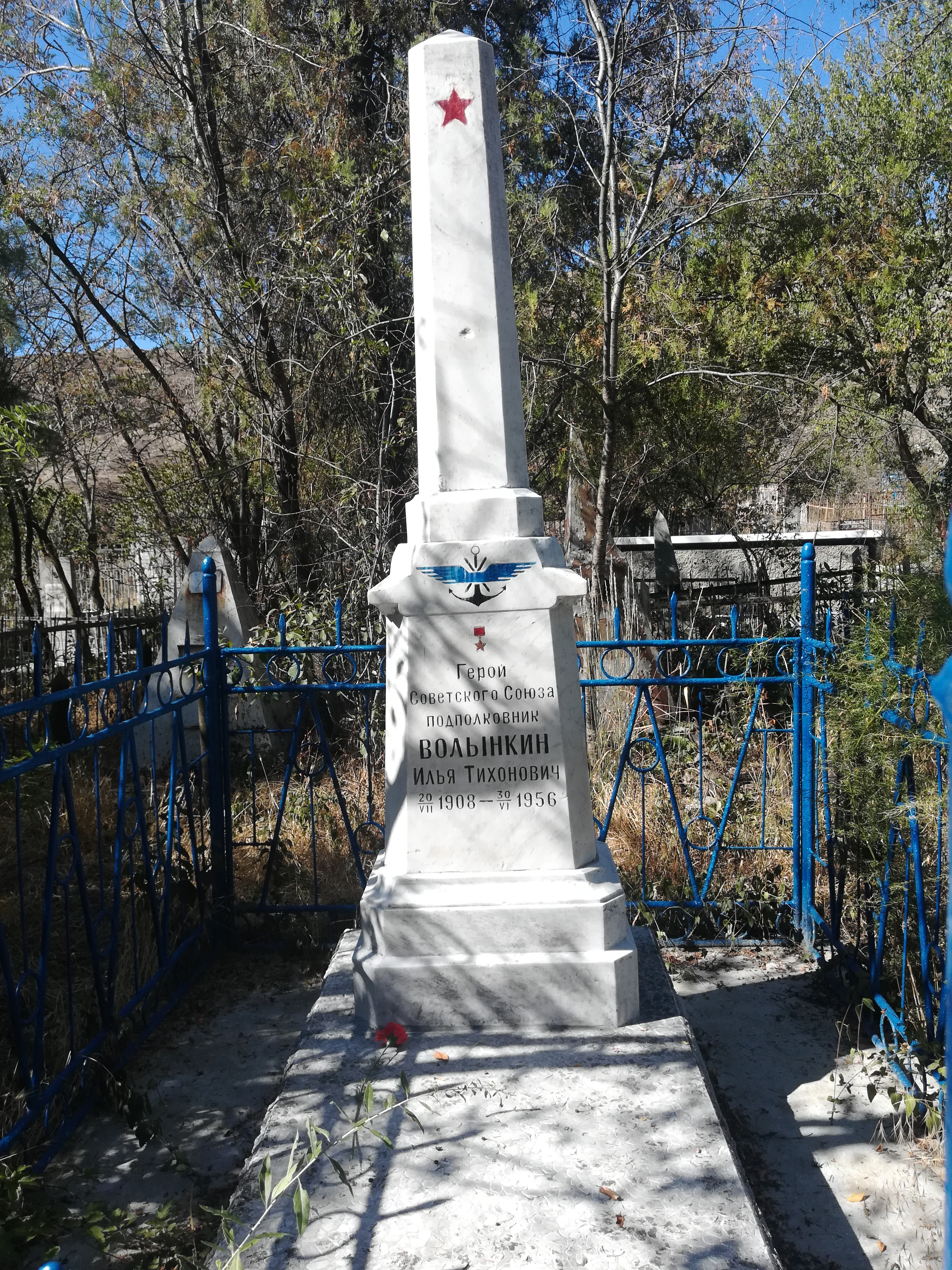
Обелиск на могиле И. Т. Волынкина

После войны продолжил службу на Тихом океане в том же полку. С марта 1949 — командир эскадрильи 49-го минно-торпедного авиаполка 5-го ВМФ. В 1950 году окончил Высшие офицерские лётно-тактические курсы авиации ВМС, с декабря этого года был командиром эскадрильи 1-го минно-торпедного авиационного полка на этих же курсах. С мая 1951 года — старший лётчик-испытатель ЛИС № 15 ВМС, с декабря 1951 года — командир эскадрильи 1890-го отдельного авиаполка (с марта 1955 — 986-й отдельный авиаполк).
30 июня 1956 года погиб при исполнении служебных обязанностей. Похоронен в Феодосии на Старом кладбище.
Уже после гибели была издана книга его воспоминаний о военных годах «Над пятью морями» (1964).

## Награды
- Медаль «Золотая Звезда» Героя Советского Союза (5.11.1944)[4]
- Орден Ленина (5.11.1944)
- Четыре ордена Красного Знамени (3.04.1944, 13.05.1944, 15.09.1945, 30.12.1956)
- Орден Отечественной войны I степени (13.07.1944)
- Орден Красной Звезды (15.11.1950)
- Медаль «За боевые заслуги» (30.04.1946)
- Медаль «За оборону Советского Заполярья» (вручена в 1945)
- Ряд других медалей СССР

## Память
- Бюст И. Т. Волынкина был установлен в посёлке Сафоново, недалеко от Музея военно-воздушных сил.
- Именем И. Т. Волынкина названа улица на родине героя — в городе Богородицке.
- Именем И.Т. Волынкина названа школа 10 в г.Феодосия